# Jaroslav Nagy (1966)
Jaroslav Nagy (*27. dubna 1966) je bývalý slovenský fotbalista, záložník.

## Fotbalová kariéra
V lize hrál za DAC Dunajská Streda a na vojně za Duklu Banská Bystrica. V Poháru UEFA nastoupil v roce 1988 za Dunajskou Stredu proti švédskému týmu Östers IF.